# Human Drama
Human Drama es una banda de rock gótico / dark wave liderada por el cantautor Johnny Indovina. La banda es conocida principalmente por tocar una mezcla de melodías de tristeza acústica y de atmósfera gótica.

## Nacimiento del grupo
Human Drama comenzó en Nueva Orleans en 1980 como The Models, y alentados por un par de sencillos producidos por ellos mismos, y cortes en álbumes recopilatorios, escalaron pronto a la cima de la montaña local. Sus influencias musicales provienen de artistas tales como Joy Division, Lou Reed, Tom Waits, David Bowie, y Leonard Cohen entre otros. Para 1985 se trasladan a Los Ángeles donde cambiaron su nombre por Human Drama y rápidamente se volvieron prominentes en lo que era en ese momento la escena musical más influenciada y celebrada en el mundo. La legendaria "Scream Scene" se desarrolló alrededor de un club Angelino subterráneo llamado "Scream", generó docenas de actos de sellos mayores, incluyendo a Guns N' Roses y Jane's Addiction. Fue aquí que se construyó una reputación siguiendo sus intensas y atmosféricas presentaciones.

## Trayectoria (1985 - 2018)
La banda firmó con la disquera RCA Records en 1988 y lanzaron un EP Hopes, Prayers, Dreams, Heart, Soul, Mind, Love, Life, Death y un LP Feel, un año después. Cuando RCA falló en proveer apoyo promocional adecuado, Indovina solicitó la salida de la banda de RCA.
En 1992 firmaron con la disquera Triple X Records, y lanzaron The World Inside, el cual añadió guitarras suaves acústicas, flauta, y toques de violín y chelo clásicos a us mezcla instrumental, alterando radicalmente la presentación sonora de la banda. Mientras que RCA les había prometido un video pero no fue emitido, Triple X si lo hizo. Un video de la canción "This Tangled Web" fue dirigido por el viejo amigo, roadie y tour manager de la banda, Dave Eddy. El álbum resultó ser tan popular que Triple X eventualmente lanzó una recopilación de 6 videos que incluía narración detallada de Johnny Indovina.
Pinups, una colección de covers que habían influenciado el crecimiento artístico de Indovina, fue lanzado en 1993, seguido del EP sencillamente titulado Human Drama, en 1994, y por el LP Songs of Betrayal, en 1995, ambos en la disquera Projekt Records. La banda se realizó presentaciones ante nuevas audiencias en Alemania y México en 1995, regresando a México nuevamente en 1996 y 1997, ante enormes audiencias en sus presentaciones de entradas agotadas. En 1998 fue lanzada 14,384 Days Later, una presentación en vivo que abarcaba en retrospectiva su carrera, por un par de sellos Hollow Hills y Triple X, y por el sello mexicano Opción Sónica. 
En 1997 Indovina le solicitó a Eddy juntar las letras de sus canciones, fotos y pensamientos de los fanes para realizar un libro, pero este se mudó a la Costa Este sin poder terminarlo. Después, otro amigo de bastante tiempo, quien mantenía la lista de correo de la banda, Megan Ducker, terminó el libro, titulado My Bag of Secrets...the Words of Human Drama, y fue publicado en 1998. Al siguiente año lanzaron Solemn Sun Setting, el séptimo álbum de la banda, y en el 2000, el sello Triple X lanzó The Best of Human Drama...In a Perfect World, un álbum recopilatorio con los mejores temas de la banda.
Después Indovina lanzó Momentos en el Tiempo, el primer documento en vivo de sus presentaciones acústicas en solitario. Producido por el guitarrista de gran trayectoria en el grupo, Michael Ciravolo, el disco fue una recopilación de varias presentaciones grabadas entre 1995 y 2000, en lugares tales como el Café Bizarro en la Ciudad de México y el CBGB en Nueva York.
La pieza final en el rompecabezas de Human Drama, fue el álbum Cause and Effect, lanzado en Estados Unidos por el sello Projekt Records, y en Latinoamérica por el sello Noise Kontrol. La era de Human Drama terminó en el 2005 con una gira de despedida.

### Después de la separación
Además de continuar sus conciertos como solista, Indovina también colaboró en proyectos para otros músicos, así nació Memory Burn y su único álbum A Life of Its Own. A finales de 2006, Indovina lanzó el álbum de su nuevo proyecto Sound Of The Blue Heart, titulado Beauty?, con el sello Triple X Records. En julio de 2009 se estrena el segundo álbum del mismo proyecto, Wind of Change, el cual incluye un cover de la canción It's All Over Now, Baby Blue de Bob Dylan. En ese mismo año se presenta en el 11° Festival Internacional de Puebla tocando éxitos de Human Drama y canciones de Sound Of The Blue Heart.

### El concierto de reunión y un nuevo álbum
En 2011 Human Drama realiza en el Bar Sinister en Los Ángeles un concierto de reunión y uno más en 2012 en el Plaza Condesa en la Ciudad de México, ese mismo año a finales de octubre The Models realiza un concierto de reunión en el festival Voodo Experience en Nueva Orleans.
En 2014 ve la luz el primer álbum solista de Indovina, Trials of the Writer, con un estilo diferente al de Human Drama, con la colaboración de Ely Guerra en 3 canciones.
El 25 de octubre de 2015 Human Drama lanza mediante la plataforma BandCamp un sencillo llamado "The Liar Inside", se anuncia la publicación de un nuevo álbum de estudio el cual temporalmente llevaría el nombre de Imposters, ese mismo año el 31 de octubre se realiza el concierto de 30 aniversario en el Circo Volador en la Ciudad de México. 
En 2016 se anuncia el nombre definitivo para el nuevo álbum, Broken Songs For Broken People
El 14 de abril de 2017 se libera un nuevo sencillo, "Rain On Me" del cual la revista Rolling Stone México tuvo la exclusiva del video. El 12 de mayo, después de 15 años se publica el álbum Broken Songs For Broken People.

## Discografía

### Álbumes
| Año  | Título                                                 | Sello           | Tipo    |
| 2019 | King Of Kings                                          |                 | Single  |
| 2019 | One More Time Around The Lake                          |                 | Single  |
| 2019 | Delancey Street 1993                                   |                 | Single  |
| 2019 | Farewell                                               |                 | Single  |
| 2017 | Broken Songs for Broken People                         |                 | LP      |
| 2005 | Moments in Time                                        | Triple X        | Solo    |
| 2002 | Cause and Effect                                       | Projekt Records | LP      |
| 2002 | Momento's En El Tiempo                                 | Noise Kontrol   | Solo    |
| 2000 | The Best of Human Drama...In a Perfect World           | Triple X        | Best Of |
| 1999 | Solemn Sun Setting                                     | Triple X        | LP      |
| 1999 | Songs of Betrayal Part Two                             | Triple X        | LP      |
| 1999 | Songs of Betrayal Part One                             | Triple X        | LP      |
| 1998 | Heroin / Never Never                                   | Triple X        | Single  |
| 1996 | Fourteen Thousand Three Hundred Eighty Four Days Later | Triple X        | Live    |
| 1995 | Songs of Betrayal                                      | Projekt Records | LP      |
| 1994 | Human Drama                                            | Projekt Records | EP      |
| 1993 | Pinups                                                 | Triple X        | LP      |
| 1992 | The World Inside                                       | Triple X        | LP      |
| 1991 | Fascination and Fear / Fading Away                     | Triple X        | Single  |
| 1990 | This Tangled Web / Times Square                        | Triple X        | Single  |
| 1989 | Feel                                                   | RCA Records     | LP      |
| 1988 | Hopes Prayers Dreams Heart Soul Mind Love Life Death   | RCA Records     | EP      |

## Apariciones en Recopilaciones
- Very Introspective Actually- A Pet Shop Boys Tribute - Human Drama "This Must Be The Place I've Waited Years To Leave"; Dancing Ferret Discs 2001.
- Orphee - Human Drama " A Single White Rose"; Projekt Records Compilation 2000.
- Songs from the Wasteland: A Tribute to The Mission - Human Drama " Kingdom Come"; Re-Constriction Records 1999.
- Death for Life A benefit compilation for AIDS research - Human Drama "Goodbye"; Mere Mortal Productions 1999.
- New Wave Goes To Hell - Human Drama  "The Whole Of The Moon"; Cleopatra Records 1996.
- Scream The Compilation - Human Drama "Wave Of Darkness"; Geffen Records 1987.

## Videos/DVD
- The World Inside Video Collection (video); Triple X
- The World Inside Video Collection - 2007 (DVD); Triple X

## Libros
El libro My Bag of Secrets (The Words of Human Drama) contiene letras, fotos y comentarios de Johnny Indovina y sus fanes. Fue publicado en 1997.